# 1960年代の日本
1960年代の日本（1960ねんだいのにほん）では、1960年代の日本の出来事・流行・世相などについてまとめる。
日本の元号では昭和35年から昭和44年に当たり、いわゆる『高度成長期』（＝高度経済成長）に該当する時代である。

## できごと

### 1960年
- 1月19日 - 日米新安全保障条約が結ばれる[書籍 1]。
- 2月23日 - 今上天皇（第126代天皇：徳仁、上皇第一皇男子）が生まれる[書籍 2]。
- 5月 - 大相撲で横綱の栃錦清隆が現役引退
- 6月15日 - 安保闘争。本事件で樺美智子が死亡する[書籍 3]。
- 9月10日 - カラーテレビの本放送開始[書籍 4]。
- 9月30日 - プロレスラーのジャイアント馬場とアントニオ猪木が台東区立体育館でデビュー。
- 10月12日 - 日本社会党の浅沼稲次郎委員長が演説中、右翼の山口二矢に暗殺される[書籍 5]。
- 10月15日 - 大洋ホエールズが初のリーグ優勝・日本一に輝く[書籍 5]。

### 1961年
- 三重県で四大公害病の一つ四日市ぜんそくが発生。
- 4月3日 - NHK連続テレビ小説が放送開始される[書籍 6]。
- 大相撲で大鵬幸喜と柏戸剛が18年ぶりに2人同時の横綱に昇進。

### 1962年
- 6月23日 - 日米安全保障条約改定が発効。
- 大相撲で若乃花幹士が現役引退。
- 9月20日 - 本田技研工業が日本初の国際的水準の本格的なロードサーキットとして建設した鈴鹿サーキットが竣工を迎えた。
- 10月10日 - プロボクシングでファイティング原田が19歳6か月で世界フライ級王者となる[書籍 7]。
- 10月21日 - プロ野球で東映フライヤーズが初のリーグ優勝・日本一に輝く[書籍 8]。セリーグは阪神タイガース。
- 12月20日 - 首都高速道路で芝浦-京橋間が初の開通。

### 1963年
- 1月1日 - フジテレビで日本初のテレビアニメである「鉄腕アトム」が放送開始[書籍 9]。
- 4月7日 - NHK大河ドラマが放送開始される。第1作は「花の生涯」。
- 3月31日 - 吉展ちゃん誘拐殺人事件が起こる[書籍 10]。
- 10月6日 - 毎日放送系列で視聴者参加型クイズ番組「アップダウンクイズ」が放送開始。1985年10月まで放送された。
- 11月9日 - 三井三池三川炭鉱炭じん爆発、鶴見事故が立て続けに発生（血塗られた土曜日）。両事件事故共に数百人の犠牲者を出す大惨事となった。
- 12月8日 - プロレスラーの力道山が赤坂のホストクラブで住吉会系の暴力団組員に刺され、運ばれた先の病院で12月15日に死去する[書籍 11]。

### 1964年
- 4月1日 - NETテレビ（現・テレビ朝日）で元NHKアナウンサーの木島則夫司会による生放送番組「木島則夫モーニングショー」が放送開始。日本のテレビ局で初のワイドショー番組。
- 4月12日 - 日本科学技術振興財団運営によるテレビ放送局「東京12チャンネル」（現・テレビ東京）が開局[書籍 12]。
- 6月19日 - 日米間初の海底ケーブルTPC-1開通[書籍 13]。
- 10月1日 - 東海道新幹線開通[書籍 14]。
- 10月10日 - 東京オリンピック開催[書籍 15]。プロ野球日本シリーズは雨天順延等の影響によりこの日までもつれる。
- 10月24日 - 東京オリンピック閉幕[書籍 16]。
- 10月25日 - 池田勇人退陣表明[書籍 16]。
- 11月9日 - 佐藤栄作首班指名、内閣総理大臣就任[書籍 17]。
- プロ野球で読売ジャイアンツの王貞治が年間本塁打数55本のプロ野球史上最多記録（当時）を達成。

### 1965年
- 6月22日 - 日韓基本条約の調印[書籍 18]。
- 7月30日 - 作家の谷崎潤一郎が死去。
- 8月13日 - 池田勇人前首相が死去。
- 10月2日 - 朝永振一郎が16年ぶりに日本人2人目のノーベル物理学賞を受賞。
- 11月2日 - 日本シリーズで巨人が南海を下し2年ぶり日本一になる。1973年までの9連続日本一（V9）が始まる。
- 12月29日 - 作曲家の山田耕筰が死去。
- 南海ホークスの野村克也が史上2人目で戦後初の三冠王に輝く。
- 日本初の億ションである高級マンション「コープオリンピア」完成。

### 1966年
- 6月22日 - 三里塚闘争が始まる。
- 6月29日 - ビートルズ来日[書籍 19]。
- 5月15日 - 日本テレビ系列の落語をテーマにした『笑点』が放送開始。
- 7月17日 - ウルトラシリーズ第2弾『ウルトラマン』が放送開始[書籍 20]。

### 1967年
- 7月14日 - タカラからリカちゃん人形が発売される[書籍 21]。
- 9月30日 - 東京新聞の編集・発行など全ての事業を東京新聞社から中日新聞社に譲渡。
- 10月18日 - ツイッギーの来日[書籍 22]により、日本にミニスカートブーム到来。
- 10月20日 - 吉田茂元首相が死去[書籍 22]。
- 11月9日 - 大政奉還百周年。
- 12月9日 - 都電銀座線が廃止[書籍 23]。

### 1968年
- 1月4日 - オリコンランキングが開始される。
- 4月12日 - 日本初の超高層ビルに指定される霞が関ビルディング（高さ158m）が東京都千代田区霞が関に完成[書籍 24]。
- 6月26日 - 米国から小笠原諸島返還[書籍 25]。
- 7月11日 - 集英社から「少年ジャンプ」が創刊される。
- 10月17日 -  川端康成が日本人3人目で部門初であるノーベル文学賞を受賞[書籍 26][書籍 27]。
- 12月10日 - 府中刑務所の外側で三億円事件が発生する[書籍 26][書籍 28]。

### 1969年
- 1月18日～19日 - 東大安田講堂攻防戦：学生運動が東京大学安田講堂占拠で頂点に[書籍 29]。
- 5月17日 - 押しボタン式電話機（プッシュホン）発売
- 5月26日 - 東名高速道路が全線開通[書籍 30][書籍 31]。
- 8月9日 - 全日本フォークジャンボリー開催
- 8月18日 - 夏の全国高等学校野球選手権大会の決勝戦・松山商業vs三沢高校で史上初となる延長18回で引き分け再試合され、松山商業が優勝する[書籍 32]。
- 10月4日 - TBSでザ・ドリフターズ出演の公開バラエティ番組「8時だョ!全員集合」が放送開始[書籍 33]。1985年9月まで放送された。
- 10月5日 - フジテレビでテレビアニメ「ハクション大魔王」が放送開始。1970年9月まで放送された。
- 10月10日 - プロ野球で読売ジャイアンツの金田正一投手が史上最多の400勝を達成[書籍 34][書籍 35]。11月30日に記者会見を行い、現役引退を正式に表明した。
- 12月1日 - 小学館の学習雑誌で藤子・F・不二雄の児童向け漫画「ドラえもん」が連載開始。
- プロ野球で西鉄ライオンズの稲尾和久投手が276勝を挙げ現役引退。
- 大相撲で横綱の柏戸剛が現役を引退。
- 大相撲で大鵬幸喜が45連勝を達成。
- 日本経済新聞社が東京12チャンネル（現・テレビ東京）の経営に参加。

## 戦争と政治

### 政治
岸内閣
- 第2次岸内閣 (改造)

池田内閣
- 第1次池田内閣
- 第2次池田内閣 （第1次改造内閣 - 第2次改造内閣 - 第3次改造内閣）
- 第3次池田内閣 （改造内閣）

佐藤内閣
- 第1次佐藤内閣 （第1次改造内閣 - 第2次改造内閣 - 第3次改造内閣）
- 第2次佐藤内閣 （第1次改造内閣 - 第2次改造内閣）

1960年代の内閣総理大臣

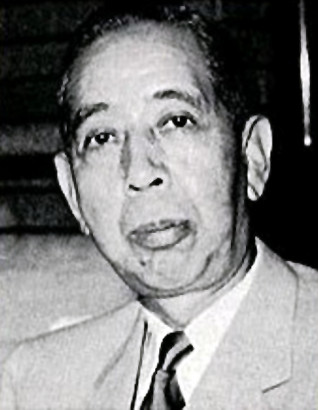
岸信介 （-1960年）
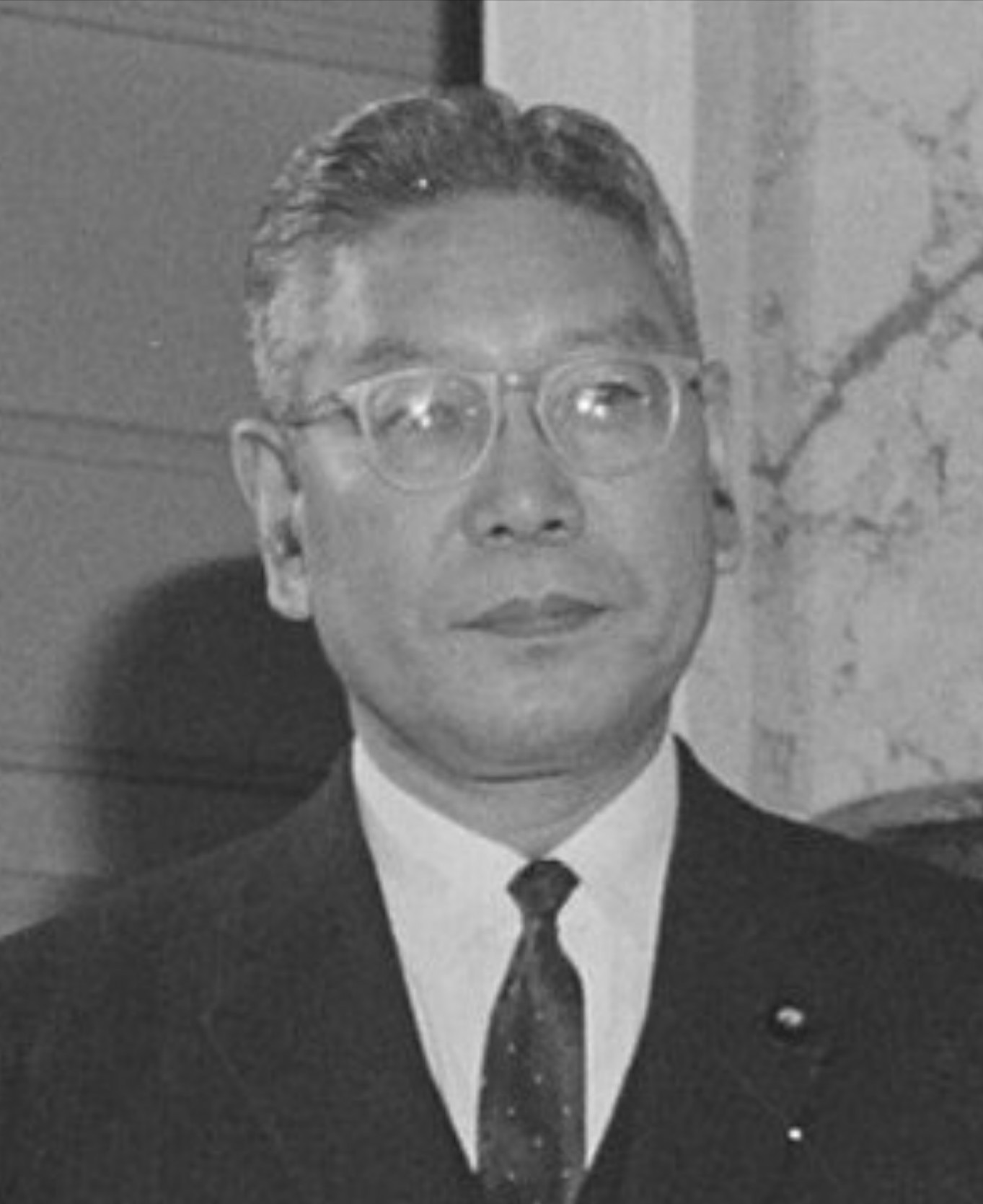
池田勇人 （1960年-1964年）
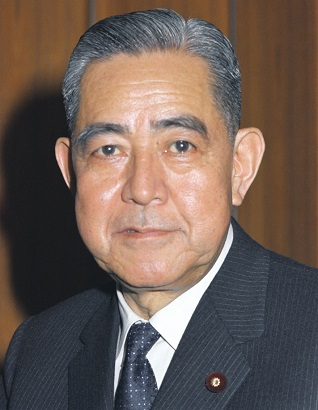
佐藤栄作 （1964年-）

## 社会
- 高度経済成長の最盛期。日本の生活習慣が大きく変化した。
- 1964年の東京オリンピック開催に向けて日本中が盛り上り、社会インフラの整備が急ピッチで進められた。
- 東海道新幹線が開業して東海道方面の在来線特急列車が山陽方面に移行。
- 海外旅行の自由化。
- 四大公害病の発生。
- エネルギー革命。エネルギーの主役が石炭から石油へと移行し、北海道・九州北部などで炭鉱の閉山が相次ぐ。
- 都市の過密と地方の過疎が問題となる。
- 警視庁が暴力団壊滅作戦「第一次頂上作戦」を実施する。
- 1960年の安保闘争と、1960年代末の全共闘運動・大学闘争により、学生運動が高揚する。
- 都市部（とりわけ太平洋ベルト）への人口流入が続き、住宅団地が多く建設され田園地帯が減少していった。大都市郊外に低質な住宅が次々供給され、スプロール化やドーナツ化現象が進んだ。

### 経済
1964年（昭和39年）の東京オリンピック開催に向けて国を挙げて進められた大規模なインフラ整備などによる『オリンピック景気』や1965年（昭和40年）11月から1970年（昭和45年）7月にかけて57か月間続いた『いざなぎ景気』と呼ばれる戦後最長（当時）の好景気により、日本経済が飛躍的に成長を遂げる「高度経済成長」の最盛期となった。

### 金融
- 1962年：日本銀行が貸出限度額適用制度を実施する。
- 1963年：銀行の不動産取得規制が緩和される。
- 1965年：山一證券が日銀特融を受ける。
- 1966年：大蔵省が店舗抑制を通達する。
- 1969年：住友銀行が日本初の現金自動支払機(CD)を導入した。

## 交通

### 自動車
- 自動車の普及が始まり、モータリゼーションが本格化する。
- 全国各地の道路に次々と舗装が貼られるようになり、土道が激減して行った。
- 東名高速道路・名神高速道路・中央自動車道などの高速道路が開通し始める。

### 鉄道
- 日本の鉄道輸送がピークに達する。
- 鉄道の電化とディーゼル化（動力近代化）が進み、蒸気機関車は減少していく。SLブームが起きる。
- モータリゼーションなどにより、全国各地で小規模な地方私鉄が次々に廃止された。
- 東京・大阪・名古屋の三大都市で地下鉄が次々に開通し、路面電車が廃止された。

## 文化と芸術

### 流行
- フーテンの流行。
- インスタントラーメン、即席カレーなどのインスタント食品が普及する。
- スナック菓子やプレスハムなど廉価な加工食品の普及。
- テレビ・電話機がほとんどの家庭に広がる。カラーテレビの普及がはじまり、レコードプレーヤーが一般家庭にも普及していった。
- 冷蔵庫・洗濯機・扇風機などの家電製品が生活必需品となった。
- 業務用計算機として歯車式計算機が普及。一部では電卓も業務用に使われ始める。

#### ファッション
- アイビールックブーム。
- ヒッピーブーム。ベルボトムなどのヒッピーファッションの流行。

### 建築

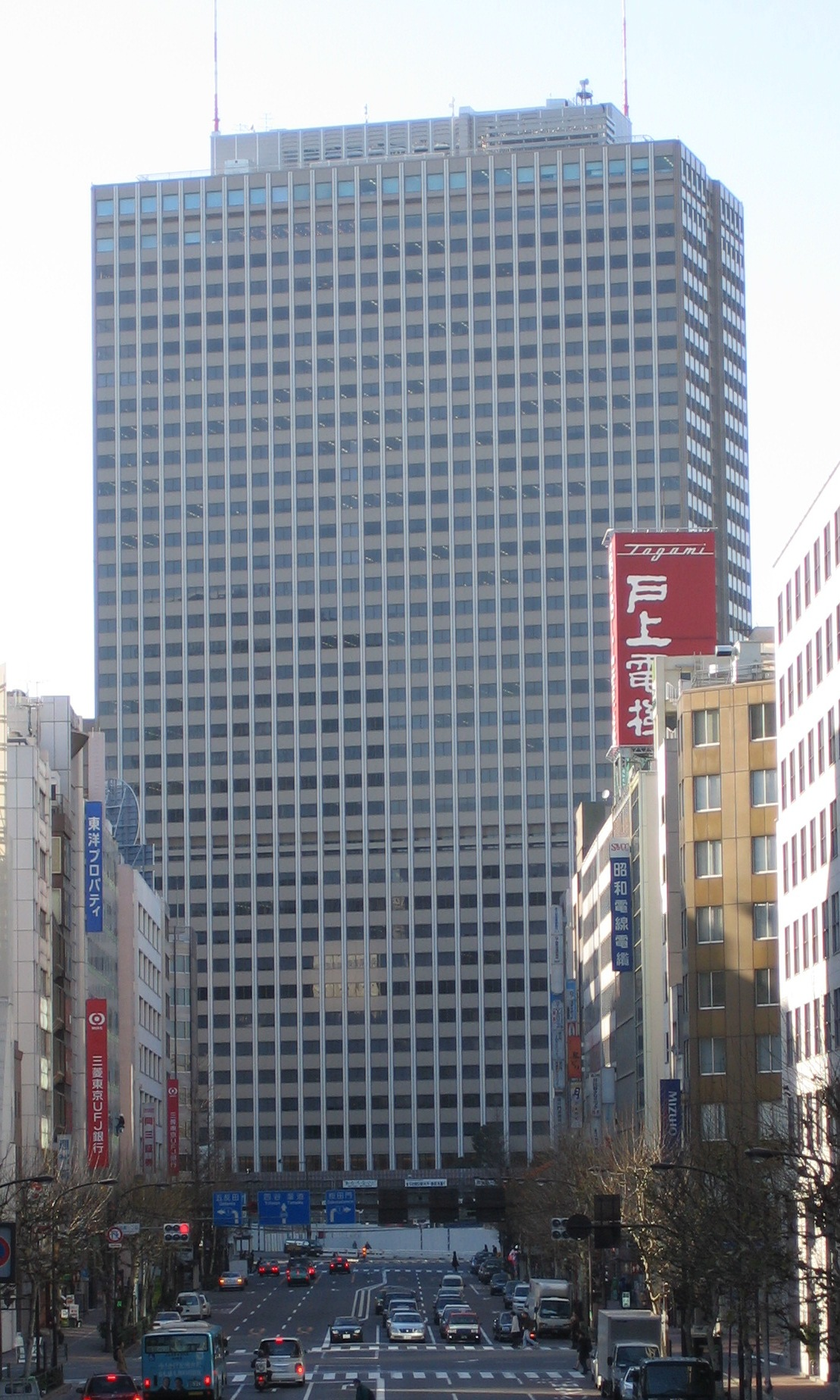
霞が関ビル（2010年6月）

- 都市部において高級マンションの建設がはじまる。
- 全国の主要駅に駅ビルが着工する。

- 1960年 京都会館 - 前川國男
- 1961年 日比谷電電ビル - 國方秀男（日本電信電話公社 建築部）
- 1962年 日本二十六聖人記念館 - 今井兼次

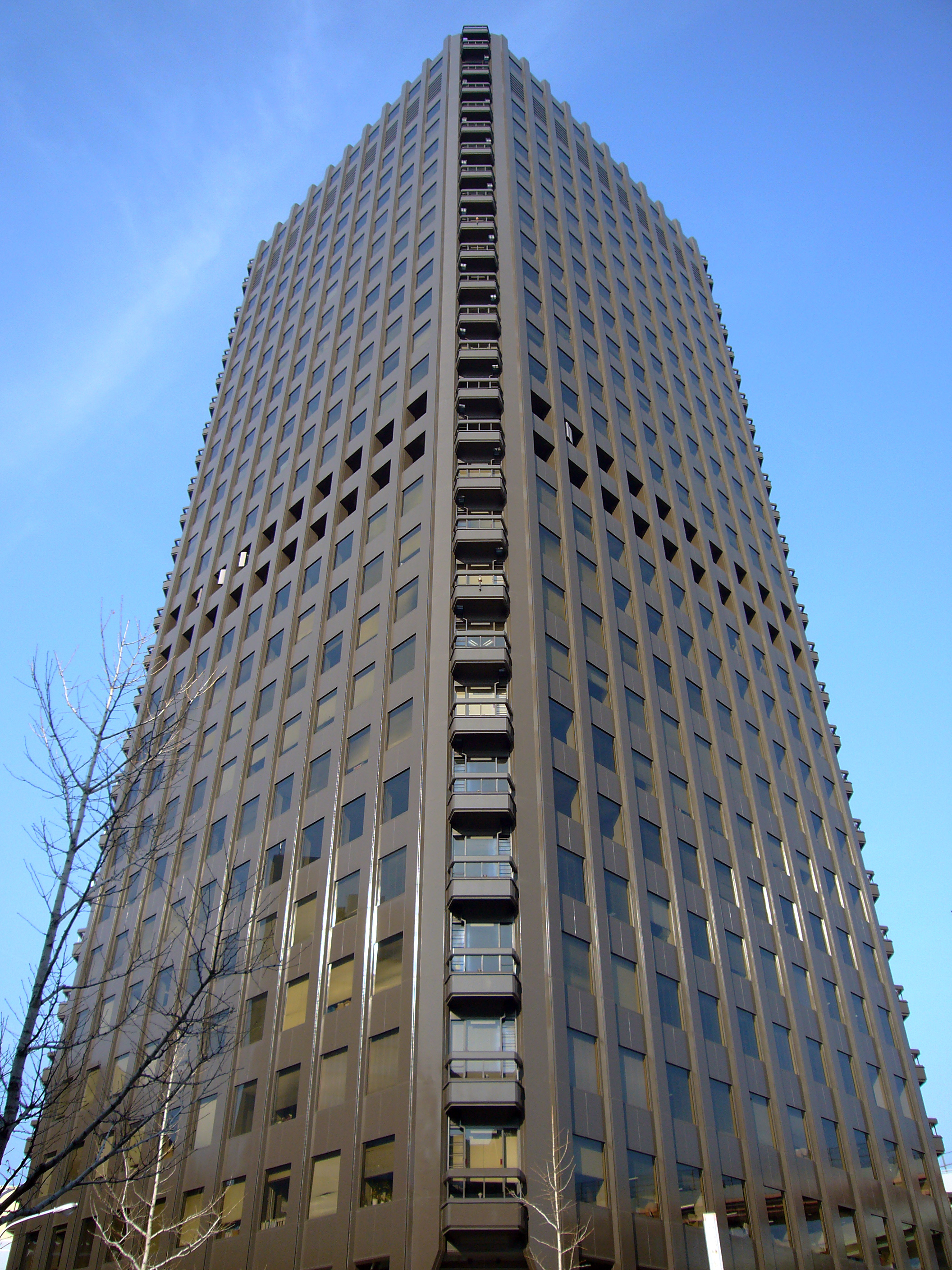
1963年 神戸ポートタワー - 伊藤紘一・仲威雄（日建設計）
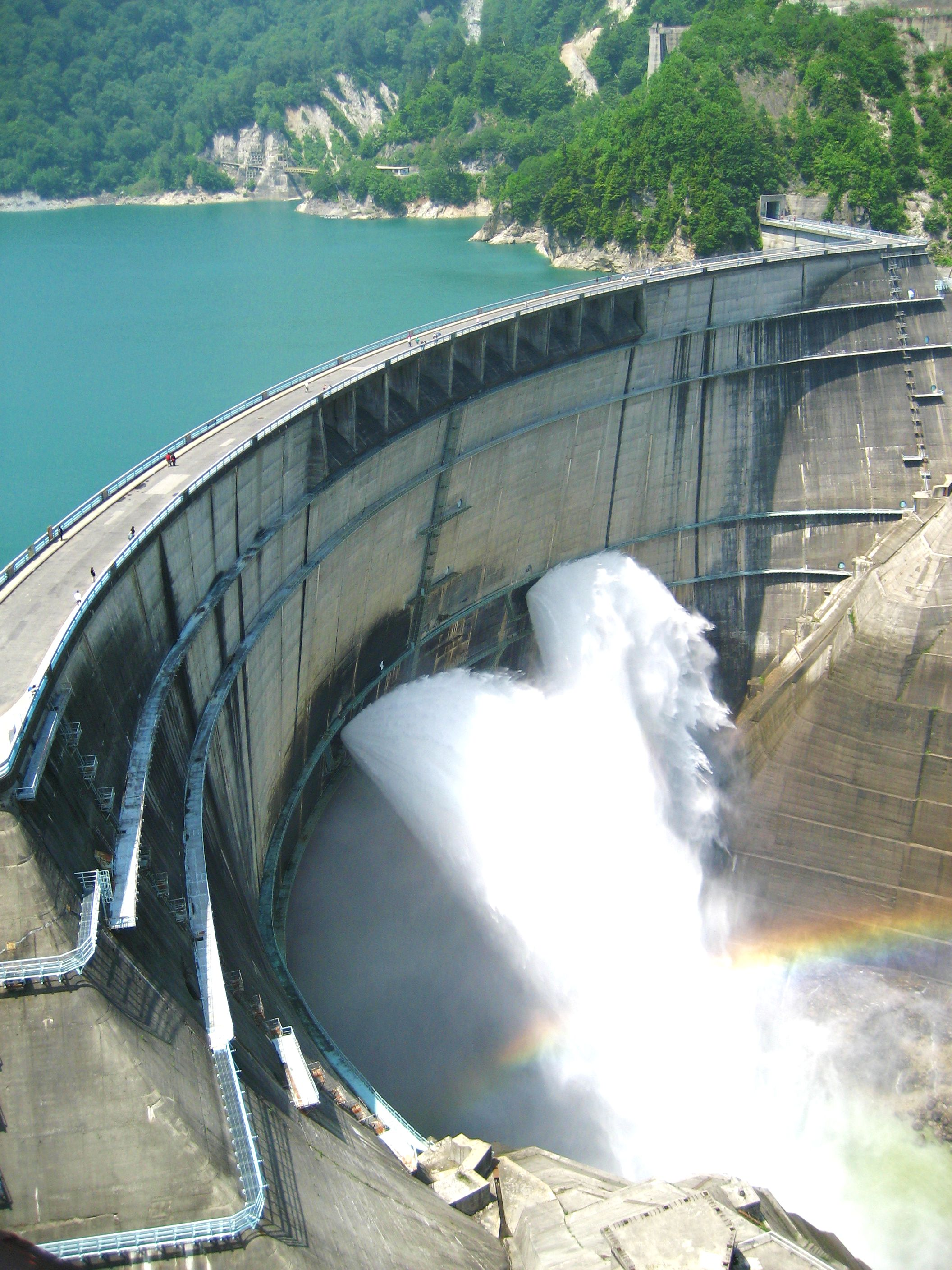
1963年 日本生命日比谷ビル（日生劇場） - 村野藤吾
- 1963年 大阪カテドラル聖マリア大聖堂 - 長谷部鋭吉
- 1964年 東京カテドラル聖マリア大聖堂 - 丹下健三
- 1964年 国立代々木競技場 - 丹下健三
- 1964年 日本武道館 - 山田守
- 1966年 大分県立大分図書館 - 磯崎新
- 1966年 塔の家 - 東孝光
- 1968年 霞が関ビルディング - 山下寿郎
- 1969年 ヒルサイドテラス - 槇文彦

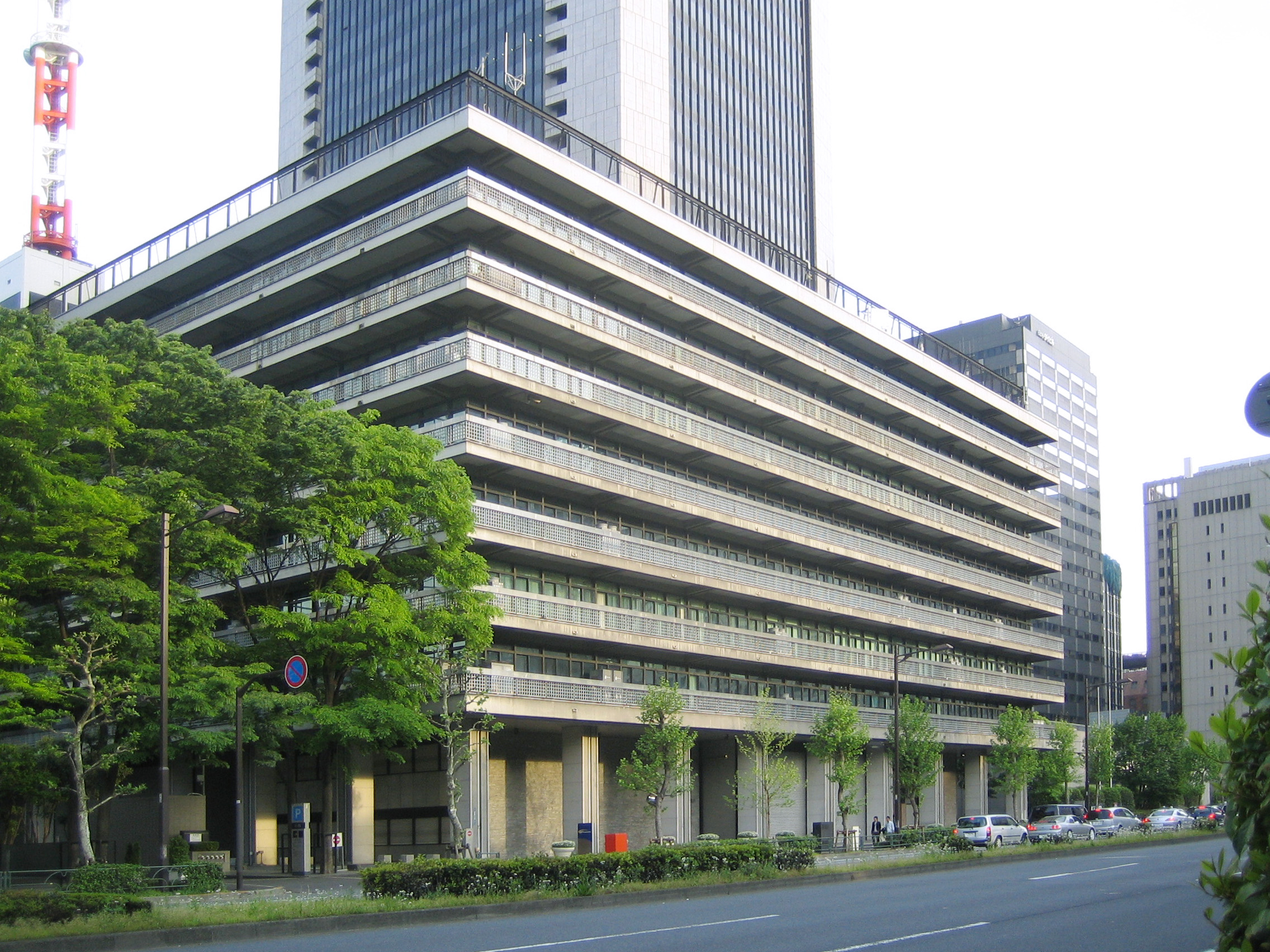
日比谷電電ビル
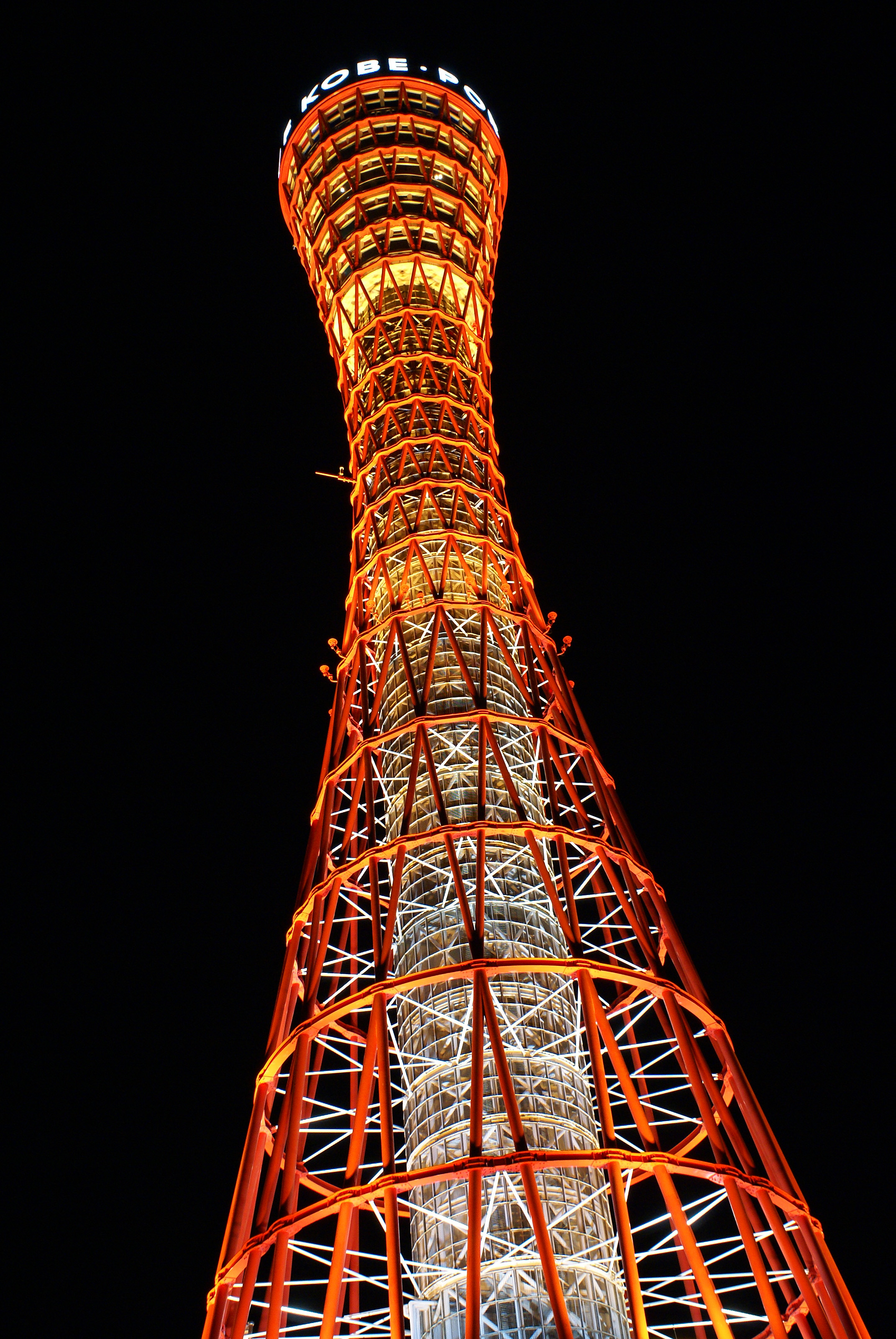
神戸ポートタワー
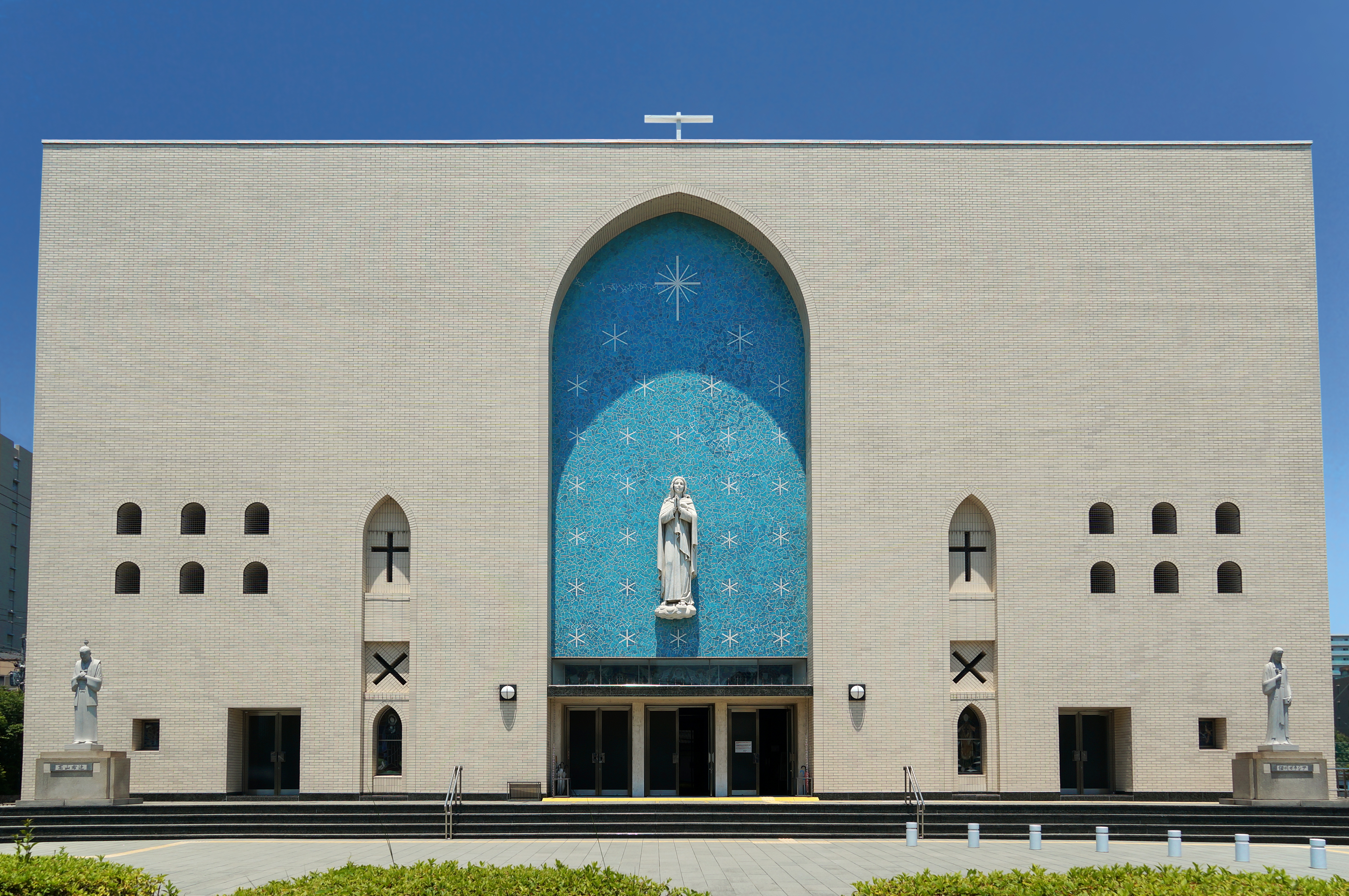
大阪カテドラル聖マリア大聖堂
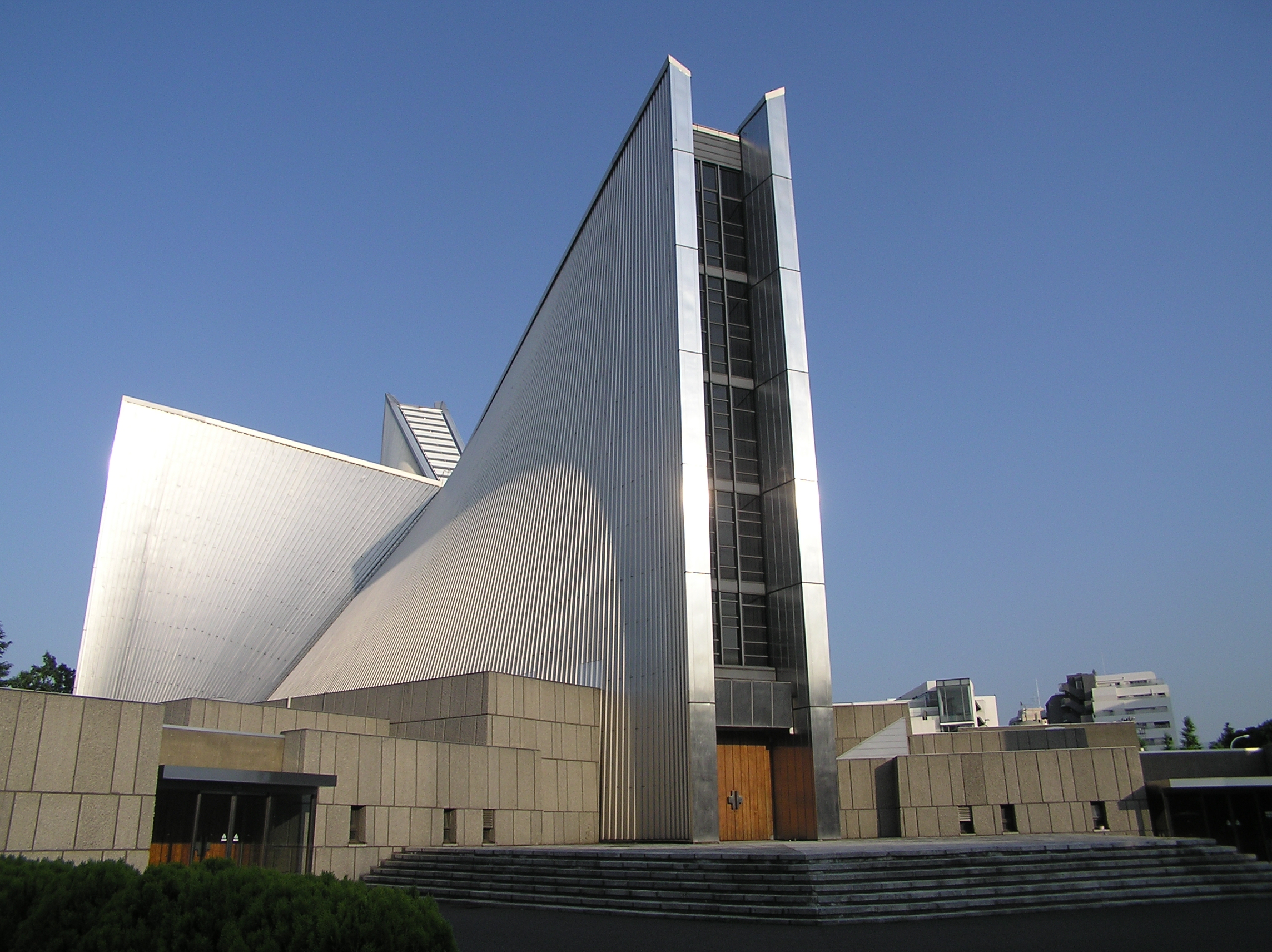
東京カテドラル聖マリア大聖堂
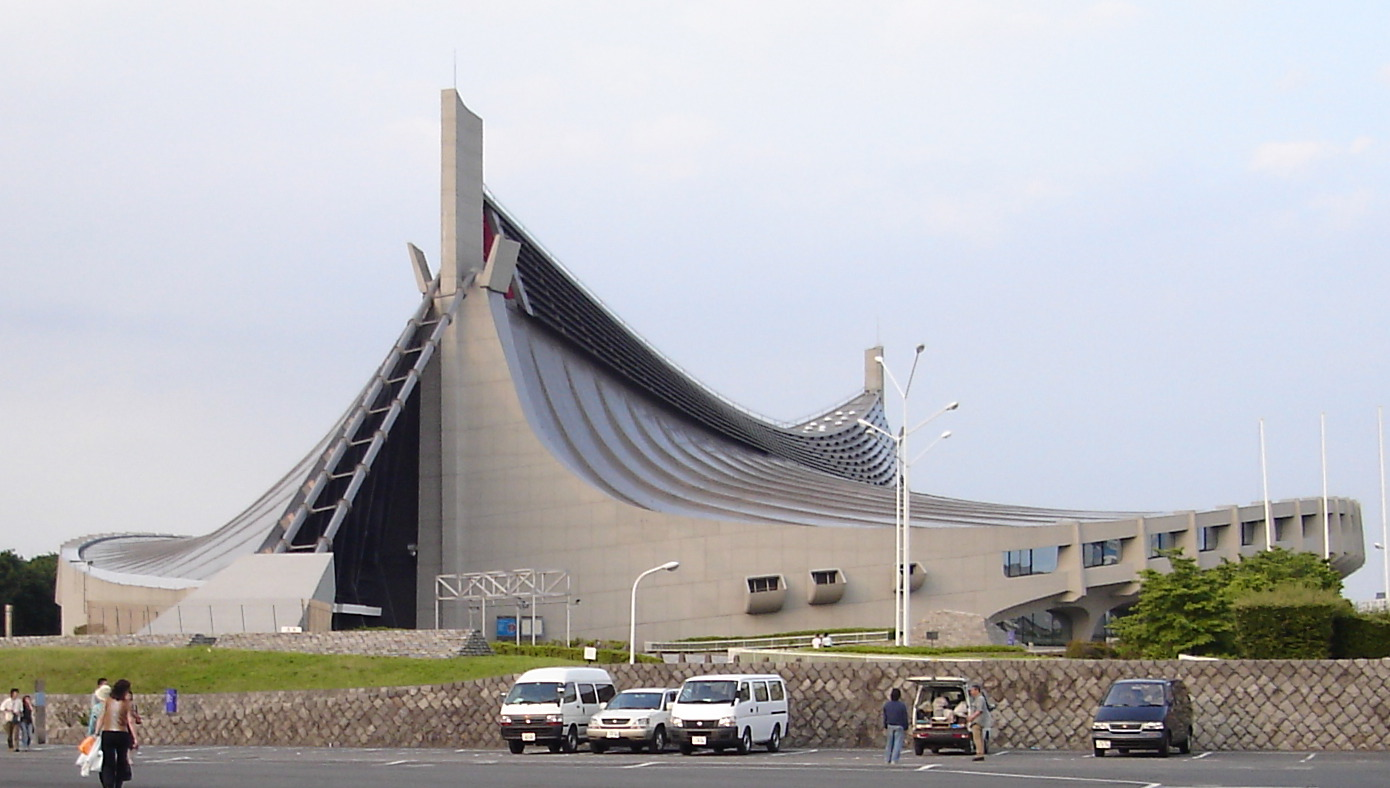
国立代々木競技場第一体育館
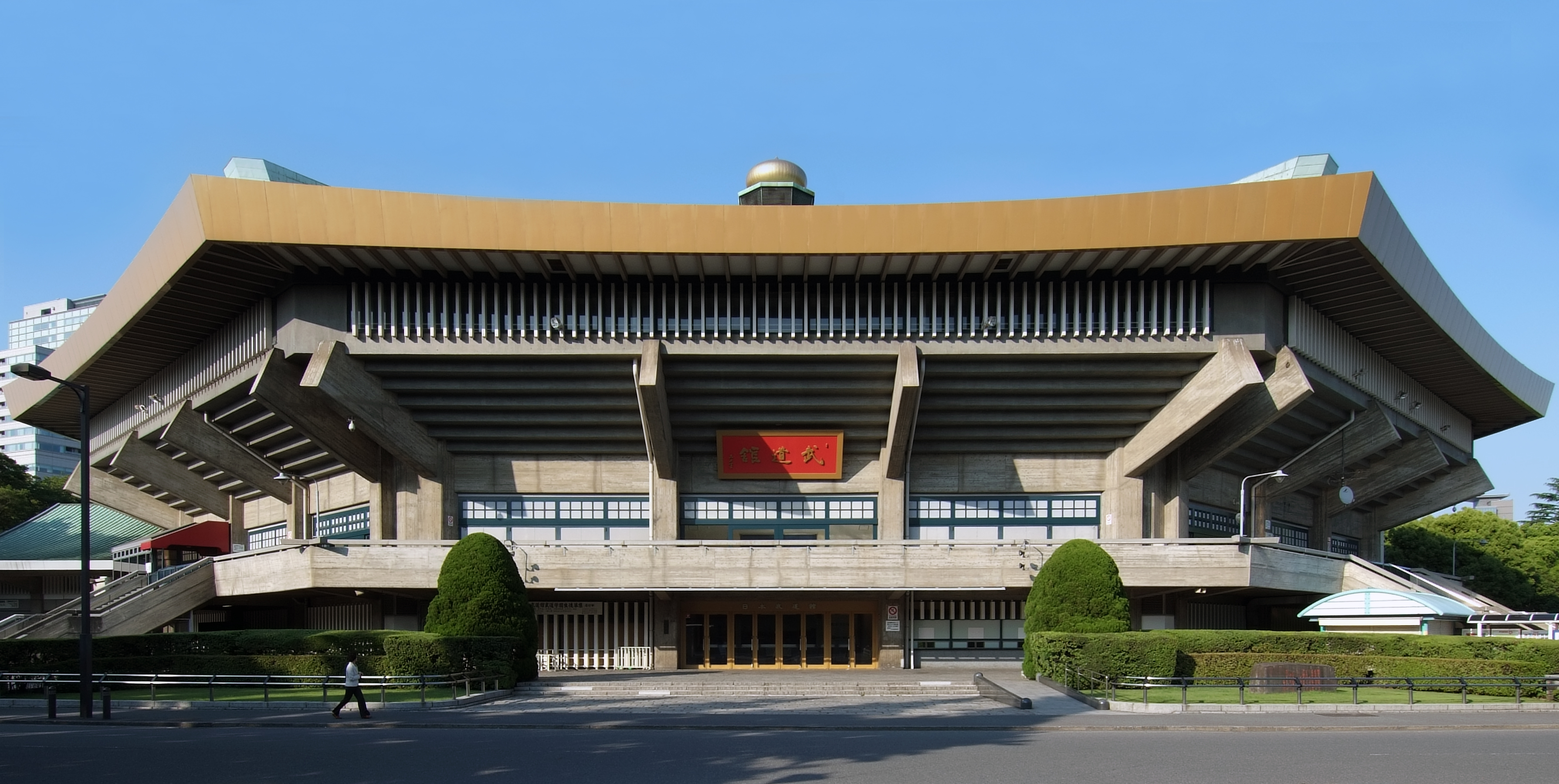
日本武道館
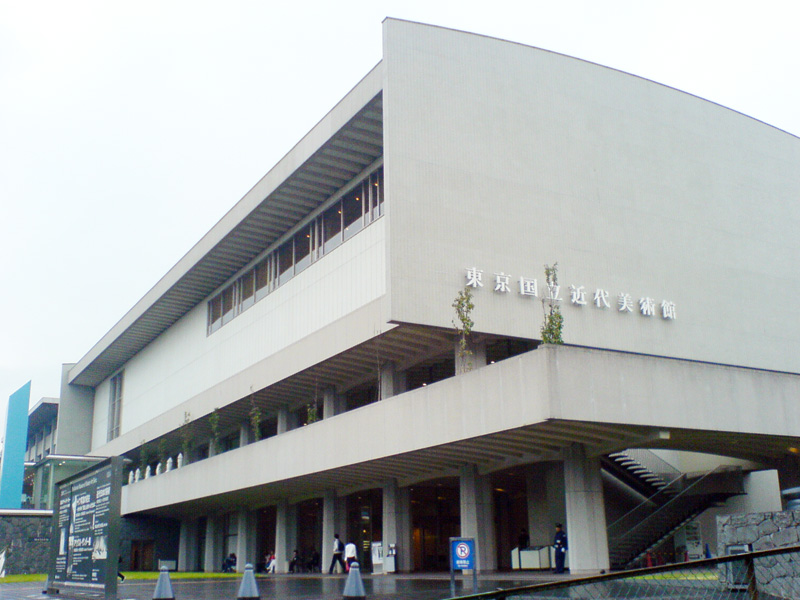
東京国立近代美術館

超高層建築物・構築物
- 神戸商工貿易センタービル
（1969年）
- 黒部ダム
（1963年）

### 出版

#### 漫画
- 劇画が流行し、少年漫画を大人も読むようになっていった。一部作品の過激描写が社会問題に。

### テレビ
- 日本のテレビでは、アメリカ製輸入テレビ映画の最盛期。特撮・テレビアニメが次々放映される。

### アニメーション
- 1963年に虫プロダクション制作の鉄腕アトムが放映開始。1話30分で毎週放送される、テレビアニメのフォーマットが確立する。

### 芸能界
- ビートルズの来日がきっかけでグループ・サウンズが大流行し、ザ・タイガース・ブルーコメッツ・ザ・スパイダースなどが登場する。
- 映画の黄金時代を迎え日活では石原裕次郎・小林旭・吉永小百合、東宝では加山雄三・植木等、東映では高倉健、松竹では渥美清らが活躍する。
- 御三家と呼ばれた橋幸夫・舟木一夫・西郷輝彦が活躍する。
- 演歌の大御所と呼ばれる北島三郎・千昌夫・森進一などが登場し活躍する。
- お笑い第一世代による演芸ブームが起き、落語家では林家三平・立川談志、漫才では内海桂子好江・てんぷくトリオ・漫画トリオなどが活躍する。
- 安保闘争を背景に、西田佐知子の『アカシアの雨がやむとき』が大ヒット。1962年には第4回日本レコード大賞の特別賞を受賞。
- 渡辺プロダクションによる大旋風を起こし、ザ・ピーナッツ・クレイジーキャッツ・スパーク3人娘・ザ・タイガースなどが活躍する
- 坂本九のシングルソング「上を向いて歩こう」が日米でヒットチャート一位に輝く

## スポーツ
- 大相撲では横綱栃錦が1960年に、若乃花が1962年にそれぞれ引退して栃若時代が終焉。1961年には柏戸、大鵬が横綱に昇進し柏鵬時代を迎える。
- プロ野球では読売ジャイアンツが長嶋茂雄、王貞治のON砲をはじめとする多くの名選手の活躍により第3次黄金時代を迎える。1965年から1973年にかけて毎年日本一となり、この時期は「V9」と呼ばれる。
- プロレスでは力道山からジャイアント馬場・アントニオ猪木によるBI砲が活躍する

## 人物

### 政治と軍事
- 十河信二（1884年 - 1981年）
- 川島正次郎（1890年 - 1970年）
- 西尾末広（1891年 - 1981年）
- 重宗雄三（1894年 - 1976年）
- 岸信介（1896年 - 1987年）
- 藤山愛一郎（1897年 - 1985年）
- 周東英雄（1898年 - 1981年）
- 小金義照（1898年 - 1984年）
- 河野一郎（1898年 - 1965年）
- 浅沼稲次郎（1898年 - 1960年）
- 池田勇人（1899年 - 1965年）
- 佐藤栄作（1901年 - 1975年）
- 大橋武夫（1904年 - 1981年）
- 福田赳夫（1905年 - 1995年）
- 前尾繁三郎（1905年 - 1981年）
- 三木武夫（1907年 - 1988年）
- 江田三郎（1907年 - 1977年）
- 愛知揆一（1907年 - 1973年）
- 大平正芳（1910年 - 1980年）
- 黒金泰美（1910年 - 1986年）
- 秦野章（1911年 - 2002年）
- 小坂善太郎（1912年 - 2000年）
- 石田博英（1914年 - 1993年）
- 田中角栄（1918年 - 1993年）

### 思想と評論
- 小汀利得（1889年 - 1972年）
- 細川隆元（1900年 - 1994年）
- 久野収（1910年 - 1999年）
- 藤原弘達（1921年 - 1999年）
- 鶴見俊輔（1922年 - 2015年）
- 谷川雁（1923年 - 1995年）
- 奥野健男（1926年 - 1997年）
- 竹中労（1928年 - 1991年）
- 半藤一利（1930年 - 2021年）
- 唐牛健太郎（1937年 - 1984年）
- 平岡正明（1941年 - 2009年）

### 学者
- 小泉信三（1888年 - 1966年）
- 上原専禄（1899年 - 1975年）
- 下村寅太郎（1902年 - 1995年）
- 朝永振一郎（1906年 - 1979年）
- 清水幾太郎（1907年 - 1988年）
- 宮本常一（1907年 - 1981年）
- 松田道雄（1908年 - 1998年）
- 下村治（1910年 - 1989年）
- エドウィン・オールドファザー・ライシャワー（1910年 - 1990年）
- 森有正（1911年 - 1976年）
- 林健太郎（1913年 - 2004年）
- 神谷美恵子（1914年 - 1979年）
- 会田雄次（1916年 - 1997年）
- 水田洋（1919年 - 2023年）
- 橋川文三（1922年 - 1983年）
- 永原慶二（1922年 - 2004年）
- 森嶋通夫（1923年 - 2004年）
- 木村資生（1924年 - 1994年）
- 木村重信（1925年 - 2017年）
- 中根千枝（1926年 - 2021年）
- 篠田一士（1927年 - 1989年）
- 森本和夫（1927年 - 2012年）
- 上田正昭（1927年 - 2016年）
- 宇沢弘文（1928年 - 2014年）
- 由良君美（1929年 - 1990年）
- 加藤秀俊（1930年 - 2023年）

### 宗教
- 庭野日敬（1906年 - 1999年）

### 経済
実業家
- 松田恒次（1895年 - 1970年）
- 中部謙吉（1896年 - 1977年）
- 神谷正太郎（1898年 - 1980年）
- 中川不器男（1899年 - 1967年）
- 田辺茂一（1905年 - 1981年）
- 本田宗一郎（1906年 - 1991年）
- 圓城寺次郎（1907年 - 1994年）
- 鹿内信隆（1911年 - 1990年）
- 大社義規（1915年 - 2005年）
- 五島昇（1916年 - 1989年）
- 佐治敬三（1919年 - 1999年）
- 嶋中鵬二（1923年 - 1997年）
- 伊藤雅俊（1924年 - 2023年）
- 渡辺晋（1927年 - 1987年）
- 藤岡豊（1927年 - 1996年）
- 稲盛和夫（1932年 - 2022年）

### 文学
- 川端康成（1899年 - 1972年）
- 林房雄（1903年 - 1975年）
- 井上靖（1907年 - 1991年）
- 南條範夫（1908年 - 2004年）
- 白洲正子（1910年 - 1998年）
- 新田次郎（1912年 - 1980年）
- 深沢七郎（1914年 - 1987年）
- 島尾敏雄（1917年 - 1986年）
- 有馬頼義（1918年 - 1980年）
- 水上勉（1919年 - 2004年）
- 宗左近（1919年 - 2006年）
- 中井英夫（1922年 - 1993年）
- 三浦綾子（1922年 - 1999年）
- 池波正太郎（1923年 - 1990年）
- 司馬遼太郎（1923年 - 1996年）
- 佐藤愛子（1923年 - ）
- 山崎豊子（1924年 - 2013年）
- 陳舜臣（1924年 - 2015年）
- 安部公房（1924年 - 1993年）
- 吉本隆明（1924年 - 2012年）
- 三島由紀夫（1925年 - 1970年）
- 杉本苑子（1925年 - 2017年）
- 永井路子（1925年 - 2023年）
- 辻邦生（1925年 - 1999年）
- 星新一（1926年 - 1997年）
- 山口瞳（1926年 - 1995年）
- 河野多惠子（1926年 - 2015年）
- 松谷みよ子（1926年 - 2015年）
- 中村稔（1927年 - ）
- 石牟礼道子（1927年 - 2018年）
- 北杜夫（1927年 - 2011年）
- 吉村昭（1927年 - 2006年）
- 澁澤龍彥（1928年 - 1987年）
- 田辺聖子（1928年 - 2019年）
- 梶山季之（1930年 - 1975年）
- 多田智満子（1930年 - 2003年）
- 野坂昭如（1930年 - 2015年）
- 開高健（1930年 - 1989年）
- 小松左京（1931年 - 2011年）
- 大岡信（1931年 - 2017年）
- 高橋和巳（1931年 - 1971年）
- 江藤淳（1932年 - 1999年）
- 小田実（1932年 - 2007年）
- 宇能鴻一郎（1934年 - 2024年）
- 井上ひさし（1934年 - 2010年）
- 柴田翔（1935年 - ）
- 大江健三郎（1935年 - 2023年）
- 中川李枝子（1935年 - 2024年）
- 倉橋由美子（1935年 - 2005年）
- 寺山修司（1935年 - 1983年）
- 天沢退二郎（1936年 - 2023年）
- 庄司薫（1937年 - ）
- 豊田有恒（1938年 - 2023年）
- 唐十郎（1940年 - 2024年）

### 芸術
- 郷倉千靱（1892年 - 1975年）
- 長谷川潾二郎（1904年 - 1988年）
- 斎藤義重（1904年 - 2001年）
- 三輪壽雪（1910年 - 2012年）
- 香月泰男（1911年 - 1974年）
- 髙山辰雄（1912年 - 2007年）
- 舟越保武（1912年 - 2002年）
- オノサト・トシノブ（1912年 - 1986年）
- 武部本一郎（1914年 - 1980年）
- 亀倉雄策（1915年 - 1997年）
- 森田曠平（1916年 - 1994年）
- 菅井汲（1919年 - 1996年）
- 横山操（1920年 - 1973年）
- 松澤宥（1922年 - 2006年）
- 中村正義（1924年 - 1977年）
- 吹田文明（1926年 - ）
- 加山又造（1927年 - 2004年）
- 藤野一友（1928年 - 1980年）
- 横尾龍彦（1928年 - 2015年）
- 植竹邦良（1928年 - 2013年）
- 山田正亮（1929年 - 2010年）
- 粟津潔（1929年 - 2009年）
- 宮脇愛子（1929年 - 2014年）
- 東松照明（1930年 - 2012年）
- 奈良原一高（1931年 - 2020年）
- 靉嘔（1931年 - ）
- 吉村益信（1932年 - 2011年）
- 篠原有司男（1932年 - ）
- 杉浦康平（1932年 - ）
- 桑山忠明（1932年 - 2023年）
- 中村宏（1932年 - ）
- 内藤ルネ（1932年 - 2007年）
- 細江英公（1933年 - ）
- 川田喜久治（1933年 - ）
- 加納光於（1933年 - )
- 宇野亜喜良（1934年 - ）
- 工藤哲巳（1935年 - 1990年）
- 中西夏之（1935年 - 2016年）
- 菊畑茂久馬（1935年 - 2020年）
- 小島信明（1935年 - ）
- 横尾忠則（1936年 - ）
- 高松次郎（1936年 - 1998年）
- 沢田教一（1936年 - 1970年）
- 和田誠（1936年 - 2019年）
- 赤瀬川原平（1937年 - 2014年）
- 金子國義（1936年 - 2015年）
- 田村セツコ（1938年 - )
- 水森亜土（1939年 - ）
- 関根伸夫（1942年 - 2019年）

記録画
- 山本作兵衛（1892年 - 1984年)

絵本
- いわさきちひろ（1918年 - 1974年）
- 滝平二郎（1921年 - 2009年）
- かこさとし（1926年 - 2018年）
- せなけいこ（1932年 - 2024年）
- 西内ミナミ（1938年 - 2023年）

特撮美術
- 高山良策（1917年 - 1982年)
- 成田亨（1929年 - 2002年)

建築
- 吉田五十八（1894年 - 1974年）
- 谷口吉郎（1904年 - 1979年）
- 前川國男（1905年 - 1986年）
- 丹下健三（1913年 - 2005年）
- 吉阪隆正（1917年 - 1980年）
- 浅田孝（1921年 - 1990年）
- 槇文彦（1928年 - 2024年）

漫画・アニメ
- 山本早苗（1898年 - 1981年）
- 藪下泰司（1903年 - 1986年）
- 横山隆一（1909年 - 2001年）
- 秋好馨（1912年 - 1989年）
- 持永只仁（1919年 - 1999年）
- 長谷川町子（1920年 - 1992年）
- うしおそうじ（1921年 - 2004年）
- 水木しげる（1922年 - 2015年）
- 川本喜八郎（1925年 - 2010年）
- 森康二（1925年 - 1992年）
- 富永一朗（1925年 - 2021年）
- 加藤芳郎（1925年 - 2006年）
- 関谷ひさし（1928年 - 2008年）
- 小島功（1928年 - 2015年）
- 久里洋二（1928年 - 2024年）
- 鈴木義司（1928年 - 2004年）
- 手塚治虫（1928年 - 1989年）
- サトウサンペイ（1929年 - 2021年）
- 花村えい子（1929年 - 2020年）
- 佃公彦（1930年 - 2010年）
- 大塚康生（1931年 - 2021年）
- 寺田ヒロオ（1931年 - 1992年）
- 柳原良平（1931年 - 2015年）
- 滝田ゆう（1931年 - 1990年）
- 白土三平（1932年 - 2021年）
- 吉田竜夫（1932年 - 1977年）
- 長浜忠夫（1932年 - 1980年）
- 藤子・F・不二雄（1933年 - 1996年）
- 鈴木伸一（1933年 - ）
- 遠藤政治（1933年 - ）
- 藤子不二雄A（1934年 - 2022年）
- 棚下照生（1934年 - 2003年）
- 永田竹丸（1934年 - 2022年）
- 徳南晴一郎（1934年 - 2009年）
- 横山光輝（1934年 - 2004年）
- 高橋真琴（1934年 - 2024年）
- ムロタニツネ象（1934年 - 2021年）
- 森安なおや（1934年 - 1999年）
- 大隅正秋（1934年 - ）
- 矢吹公郎（1934年 - ）
- 楠部大吉郎（1934年 - 2005年）
- 清水達正（1934年 - 1983年）
- 桑田次郎（1935年 - 2020年）
- 園山俊二（1935年 - 1993年）
- 辰巳ヨシヒロ（1935年 - 2015年）
- 山根赤鬼（1935年 - 2003年）
- 赤塚不二夫 （1935年 - 2008年）
- 一峰大二（1935年 - 2020年）
- 辻なおき（1935年 - 1997年）
- 小澤さとる（1936年 - ）
- 斎藤博（1936年 - 2015年）
- つのだじろう（1936年 - ）
- 楳図かずお（1936年 - 2024年）
- 梶原一騎（1936年 - 1987年）
- 板井れんたろう（1936年 - 2017年）
- 奥山玲子（1936年 - 2007年）
- よこたとくお（1936年 - 2022年）
- さいとう・たかを（1936年 - 2021年）
- 谷川一彦（1936年 - 2008年）
- 平田弘史（1937年 - 2021年）
- 長谷邦夫（1937年 - 2018年）
- 望月あきら（1937年 - ）
- 石川フミヤス（1937年 - 2014年）
- モンキー・パンチ（1937年 - 2019年）
- 永島慎二（1937年 - 2005年）
- 佐藤まさあき（1937年 - 2004年）
- 東海林さだお（1937年 - ）
- つげ義春（1937年 - ）
- 宮本貞雄（1937年 - 2024年）
- 石ノ森章太郎（1938年 - 1998年）
- 松本零士（1938年 - 2023年）
- 山崎晴哉（1938年 - 2002年）
- 勝間田具治（1938年 - ）
- 平田敏夫（1938年 - 2014年）
- あさのりじ（1938年 - 2000年）
- 中城けんたろう（1938年 - 2020年）
- 平井和正（1938年 - 2015年）
- 江波譲二（1938年 - ）
- 貝塚ひろし（1938年 - 2023年）
- 荒木伸吾（1938年 - 2011年）
- 望月三起也（1938年 - 2016年）
- ちばてつや（1939年 - ）
- 金山明博（1939年 - ）
- 森田拳次（1939年 - 2024年）
- 月岡貞夫（1939年 - ）
- 水野英子（1939年 - ）
- 石川球太（1940年 - 2018年）
- 杉井ギサブロー（1940年 - ）
- 南波健二（1940年 - ）
- 山内ジョージ（1940年 - ）
- 園田光慶（1940年 - 1997年）
- あすなひろし（1941年 - 2001年）
- 荘司としお（1941年 - ）
- 川崎のぼる（1941年 - ）
- 武本サブロー（1941年 - 2008年）
- 真崎守（1941年 - ）
- つげ忠男（1941年 - ）
- 村野守美（1941年 - 2011年）
- 北野英明（1941年 - ）
- 山崎敬之（1941年 - ）
- 岡迫亘弘（1942年 - ）
- 梅本さちお（1943年 - 1993年）
- 谷口守泰（1943年 - ）
- 久松文雄（1943年 - 2021年）
- 奥田誠治（1943年 - ）
- ジョージ秋山（1943年 - 2020年）
- 西谷祥子（1943年 - ）
- 高橋信也（1943年 - ）
- 永井豪（1945年 - ）
- 宮谷一彦（1945年 - 2022年）
- 浦野千賀子（1946年 - ）
- 矢代まさこ（1947年 - ）
- 本宮ひろ志（1947年 - ）
- 神保史郎（1948年 - 1994年）
- 岡田史子（1949年 - 2005年）
- 樹村みのり（1949年 - ）
- 飛鳥幸子（1949年 - ）

### ファッション
- 石津謙介（1911年 - 2005年）
- 長沢節（1917年 - 1999年）
- 芦田淳（1930年 - 2018年）
- 松本弘子（1935年 - 2003年）

### 芸能
演芸
- 六代目 笑福亭松鶴（1918年 - 1986年）
- 春風亭柳昇（1920年 - 2003年）
- コロムビア・トップ（1922年 - 2004年）
- 鳳啓助（1923年 - 1994年）
- 東けんじ（1923年 - 1999年）
- 宮城けんじ（1924年 - 2005年）
- 吾妻ひな子（1924年 - 1980年）
- 夢路いとし（1925年 - 2003年）
- 桂米丸（1925年 - 2024年）
- 笑福亭松之助（1925年 - 2019年）
- 桂米朝（1925年 - 2015年）
- 初代 林家三平（1925年 - 1980年）
- コロムビア・ライト（1927年 - 2010年）
- 京唄子（1927年 - 2017年）
- 喜味こいし（1927年 - 2011年）
- 藤山寛美（1929年 - 1990年）
- 正司歌江（1929年 - 2024年）
- 五代目 春風亭柳朝（1929年 - 1991年）
- 三代目 桂春団治（1930年 - 2016年）
- 五代目 桂文枝（1930年 - 2005年）
- 三代目 三遊亭圓歌（1932年 - 2017年）
- 露の五郎兵衛（1932年 - 2009年）
- 五代目 三遊亭圓楽（1933年 - 2009年）
- 五代目 月の家圓鏡（1934年 - 2015年）
- 立川談志（1936年 - 2011年）
- 花紀京（1937年 - 2015年）
- 古今亭志ん朝（1938年 - 2001年）
- 岡八朗（1938年 - 2005年）

お笑い
- ハナ肇（1930年 - 1993年）
- 三波伸介（1930年 - 1982年）
- 谷啓（1932年 - 2010年）
- 藤田まこと（1933年 - 2010年）
- 財津一郎（1934年 - 2023年）
- 坂上二郎（1934年 - 2011年）
- 白木みのる（1934年 - 2020年）
- 毒蝮三太夫（石井伊吉）（1936年 - ）
- 東八郎（1936年 - 1988年）
- 萩本欽一（1941年 - ）

司会
- 高橋圭三（1918年 - 2002年）
- 小川宏（1926年 - 2016年）
- 前田武彦（1929年 - 2011年）
- 大橋巨泉（1934年 - 2016年）

### 音楽
クラシック音楽と現代音楽
- 古関裕而（1909年 - 1989年）
- 渡辺宙明（1925年 - 2022年）
- 黛敏郎（1929年 - 1997年）
- 武満徹（1930年 - 1996年）
- 松平頼暁（1931年 - 2023年）
- 一柳慧（1933年 - 2022年）
- 中村紘子（1944年 - 2016年）

ポピュラー音楽
- 三波春夫（1923年 - 2001年）
- 植木等（1926年 - 2007年）
- 村田英雄（1929年 - 2002年）
- 中村八大（1931年 - 1992年）
- 遠藤実（1932年 - 2008年）
- フランク永井（1932年 - 2008年）
- 永六輔（1933年 - 2016年）
- 石川進（1933年 - 2012年）
- 菅原洋一（1933年 - ）
- 朝丘雪路（1935年 - 2018年）
- 北島三郎（1936年 - ）
- 加山雄三（1937年 - ）
- 井沢八郎（1937年 - 2007年）
- 美空ひばり（1937年 - 1989年）
- 島倉千代子（1938年 - 2013年）
- ミッキー・カーチス（1938年 - ）
- 田邊昭知（1938年 - ）
- かまやつひろし（1939年 - 2017年）
- ジェリー藤尾（1940年 - 2021年）
- 伊藤エミ（1941年 - 2012年）
- 伊藤ユミ（1941年 - 2016年）
- 青江三奈（1941年 - 2000年）
- 坂本九（1941年 - 1985年）
- 橋幸夫（1943年 - ）
- 梓みちよ（1943年 - 2020年）
- 加藤登紀子（1943年 - ）
- 園まり（1944年 - 2024年）
- 舟木一夫（1944年 - ）
- 佐良直美（1945年 - ）
- 堺正章（1945年 - ）
- 水前寺清子（1945年 - ）
- 美川憲一（1946年 - ）
- 岡林信康（1946年 - ）
- 中尾ミエ（1946年 - ）
- 西郷輝彦（1947年 - 2022年）
- 加藤和彦（1947年 - 2009年）
- 井上順（1947年 - ）
- 千昌夫（1947年 - ）
- 伊東ゆかり（1947年 - ）
- いしだあゆみ（1948年 - 2025年）
- 森山良子（1948年 - ）
- 前川清（1948年 - ）
- 沢田研二（1948年 - ）
- 高田渡（1949年 - 2005年）
- 山本リンダ（1950年 - ）
- ピーター（池畑慎之介）（1952年 - ）

### 映画・演劇・舞踏
俳優
- 殿山泰司（1915年 - 1989年）
- 森光子（1920年 - 2012年）
- 丹波哲郎（1922年 - 2006年）
- 三國連太郎（1923年 - 2013年）
- 西村晃（1923年 - 1997年）
- 鶴田浩二（1924年 - 1987年）
- 乙羽信子（1924年 - 1994年）
- 渥美清（1928年 - 1996年）
- 大川橋蔵（1929年 - 1984年）
- 奈良岡朋子（1929年 - 2023年）
- 若山富三郎（1929年 - 1992年）
- 渡辺文雄（1929年 - 2004年）
- 岸田今日子（1930年 - 2006年）
- 京塚昌子（1930年 - 1994年）
- 二谷英明（1930年 - 2012年）
- 高倉健（1931年 - 2014年）
- 勝新太郎（1931年 - 1997年）
- 天知茂（1931年 - 1985年）
- 仲代達矢（1932年 - ）
- 児玉清（1933年 - 2011年）
- 宍戸錠（1933年 - 2020年）
- 池内淳子（1933年 - 2010年）
- 岡田茉莉子（1933年 - ）
- 若尾文子（1933年 - ）
- 石原裕次郎（1934年 - 1987年）
- 司葉子（1934年 - ）
- 田宮二郎（1935年 - 1978年）
- 野際陽子（1936年 - 2017年）
- 梅宮辰夫（1938年 - 2019年）
- 小林旭（1938年 - ）
- 赤木圭一郎（1939年 - 1961年）
- 千葉真一（1939年 - 2021年）
- 藤村志保（1939年 - ）
- 佐久間良子（1939年 - ）
- 竜雷太（1940年 - ）
- 浅丘ルリ子（1940年 - ）
- 石坂浩二（1941年 - ）
- 樫山文枝（1941年 - ）
- 岩下志麻（1941年 - ）
- 山本陽子（1942年 - 2024年）
- 寺田農（1942年 - 2024年）
- 北大路欣也（1943年 - ）
- 浜美枝（1943年 - ）
- 加賀まりこ（1943年 - ）
- 高橋英樹（1944年 - ）
- 松原智恵子（1945年 - ）
- 吉永小百合（1945年 - ）
- 前田美波里（1948年 - ）
- 由美かおる（1950年 - ）

映画監督
- 円谷英二（1901年 - 1970年）
- 黒澤明（1910年 - 1998年）
- 武智鉄二（1912年 - 1988年）
- 市川崑（1915年 - 2008年）
- 石井輝男（1924年 - 2005年）
- 岡本喜八（1924年 - 2005年）
- 羽仁進（1928年 - ）
- 五社英雄（1929年 - 1992年）
- 山下耕作（1930年 - 1998年）
- 浦山桐郎（1930年 - 1985年）
- 円谷一（1931年 - 1973年）
- 中島貞夫（1934年 - 2023年）

映画解説
- 淀川長治（1909年 - 1998年）
- 小森和子（1909年 - 2005年）

放送作家
- 青島幸男（1932年 - 2006年）

テレビプロデューサー
- 石井ふく子（1926年 - ）

歌舞伎
- 十三代目 片岡仁左衛門（1903年 - 1994年）
- 十一代目 市川團十郎（1909年 - 1965年）
- 十七代目 中村勘三郎（1909年 - 1988年）
- 八代目 松本幸四郎（1910年 - 1982年）
- 尾上松緑（1913年 - 1989年）
- 七代目 中村芝翫（1928年 - 2011年）
- 市川雷蔵（1931年 - 1969年）

舞踏
- 大野一雄（1906年 - 2010年）
- 土方巽（1928年 - 1986年）

### ジャーナリスト
- 兼高かおる（1928年 - 2019年）

### スポーツ
- 保田隆芳（1920年 - 2009年）
- 大松博文（1921年 - 1978年）
- デットマール・クラマー（1925年 - 2015年）
- 野平祐二（1928年 - 2001年）
- 朝潮太郎（1929年 - 1988年）
- 長沼健（1930年 - 2008年）
- 小野喬（1931年 - ）
- 岡野俊一郎（1931年 - 2017年）
- 平木隆三（1931年 - 2009年）
- 八重樫茂生（1933年 - 2011年）
- 河西昌枝（1933年 - 2013年）
- 渡辺正（1936年 - 1995年）
- 神永昭夫（1936年 - 1993年）
- 遠藤幸雄（1937年 - 2009年）
- 増沢末夫（1937年 - ）
- 鎌田光夫（1937年 - ）
- 栃ノ海晃嘉（1938年 - 2021年）
- 宮本征勝（1938年 - 2002年）
- 柏戸剛（1938年 - 1996年）
- 鈴木良三（1939年 - ）
- 三宅義信（1939年 - ）
- 円谷幸吉（1940年 - 1968年）
- 大鵬幸喜（1940年 - 2013年）
- 宮本輝紀（1940年 - 2000年）
- 君原健二（1941年 - ）
- 杉山隆一（1941年 - ）
- 松本育夫（1941年 - ）
- 小城得達（1942年 - ）
- 横山謙三（1943年 - ）
- ファイティング原田（1943年 - ）
- 森孝慈（1943年 - 2011年）
- 郷原洋行（1944年 - 2020年）
- 釜本邦茂（1944年 - ）
- 山口芳忠（1944年 - ）

#### 野球
- 藤本定義（1904年 - 1981年）
- 水原茂（1909年 - 1982年）
- 三原脩（1911年 - 1984年）
- 岩本義行（1912年 - 2008年）
- 杉浦清（1914年 - 1987年）
- 戸倉勝城（1914年 - 1997年）
- 濃人渉（1915年 - 1990年）
- 鶴岡一人（1916年 - 2000年）
- 宇野光雄（1917年 - 1994年）
- 門前眞佐人（1917年 - 1984年）
- 本堂保次（1918年 - 1997年）
- 白石勝巳（1918年 - 2000年）
- 川上哲治（1920年 - 2013年）
- 西本幸雄（1920年 - 2011年）
- 別当薫（1920年 - 1999年）
- 川崎徳次（1921年 - 2006年）
- 西沢道夫（1921年 - 1977年）
- 砂押邦信（1922年 - 2010年）
- 別所毅彦（1922年 - 1999年）
- 後藤次男（1924年 - 2016年）
- 飯田徳治（1924年 - 2000年）
- 杉下茂（1925年 - 2023年）
- 根本陸夫（1926年 - 1999年）
- 関根潤三（1927年 - 2020年）
- 田宮謙次郎（1928年 - 2010年）
- 牧野茂（1928年 - 1984年）
- 長谷川良平（1930年 - 2006年）
- 荒川博（1930年 - 2016年）
- 山下健（1931年 - 2006年）
- 藤田元司（1931年 - 2006年）
- 広岡達朗（1932年 - ）
- 鈴木武（1932年 - 2004年）
- 石川進（1932年 - 2004年）
- 山内一弘（1932年 - 2009年）
- 長谷川繁雄（1932年 - 1966年）
- 鵜飼勝美（1932年 - ）
- 岡本健一郎（1933年 - ）
- 渡辺省三（1933年 - 1998年）
- 中西太（1933年 - 2023年）
- 穴吹義雄（1933年 - 2018年）
- 土井淳（1933年 - ）
- 吉沢岳男（1933年 - 1971年）
- 吉田義男（1933年 - ）
- 金田正一（1933年 - 2019年）
- 鈴木隆（1933年 - 2024年）
- 小野正一（1933年 - 2003年）
- 河合保彦（1933年 - 1984年）
- 小川健太郎（1934年 - 1995年）
- 秋山登（1934年 - 2000年）
- 大和田明（1934年 - 2001年）
- 三宅秀史（1934年 - 2021年）
- 森永勝也（1934年 - 1993年）
- 権藤正利（1934年 - ）
- 井上登（1934年 - 2012年）
- 小山正明（1934年 - 2025年）
- 国松彰（1934年 - ）
- 寺田陽介（1934年 - ）
- 高倉照幸（1934年 - 2018年）
- 河野旭輝（1935年 - 2014年）
- 小淵泰輔（1935年 - 2011年）
- 堀本律雄（1935年 - 2012年）
- 豊田泰光（1935年 - 2016年）
- 中田昌宏（1935年 - 2009年）
- 梶本隆夫（1935年 - 2006年）
- 仰木彬（1935年 - 2005年）
- 岡嶋博治（1935年 - ）
- 小玉明利（1935年 - 2019年）
- 安藤順三（1935年 - ）
- 野村克也（1935年 - 2020年）
- 皆川睦雄（1935年 - 2005年）
- 杉浦忠（1935年 - 2001年）
- 本屋敷錦吾（1935年 - ）
- 森徹（1935年 - 2014年）
- 土橋正幸（1935年 - 2013年）
- 大石正彦（1936年 - ）
- 毒島章一（1936年 - 2023年）
- 長嶋茂雄（1936年 - 2025年）
- 近藤和彦（1936年 - 2002年）
- 田中尊（1936年 - 2005年）
- 島田光二（1936年 - ）
- 古葉竹識（1936年 - 2021年）
- 中利夫（1936年 - 2023年）
- 興津立雄（1936年 - 2022年）
- 稲川誠（1936年 - ）
- 玉造陽二（1936年 - ）
- 広瀬叔功（1936年 - ）
- 根来広光（1936年 - 2009年）
- 榎本喜八（1936年 - 2012年）
- 村山実（1936年 - 1998年）
- 葛城隆雄（1936年 - 2013年）
- 桑田武（1937年 - 1991年）
- 森昌彦（1937年 - ）
- 和田博実（1937年 - 2009年）
- 若生智男（1937年 - 2024年）
- 稲尾和久（1937年 - 2007年）
- 若生忠男（1937年 - 1998年）
- 阿南準郎（1937年 - 2024年）
- 山本八郎（1937年 - ）
- 江藤慎一（1937年 - 2008年）
- 種茂雅之（1938年 - ）
- 米田哲也（1938年 - ）
- 坂井勝二（1938年 - ）
- 近藤昭仁（1938年 - 2019年）
- 村田元一（1938年 - ）
- 徳武定祐（1938年 - 2024年）
- 今津光男（1938年 - 2005年）
- 山本一義（1938年 - 2016年）
- 三浦清弘（1938年 - 2016年）
- 中村稔（1938年 - 2021年）
- 醍醐猛夫（1938年 - 2019年）
- 権藤博（1938年 - ）
- 黒江透修（1938年 - ）
- 小池兼司（1939年 - ）
- 長田幸雄（1939年 - ）
- 城戸則文（1939年 - ）
- 鎌田実（1939年 - 2019年）
- 石井茂雄（1939年 - 2005年）
- 前田益穂（1939年 - ）
- 島田源太郎（1939年 - ）
- 樋口正蔵（1939年 - ）
- 森中千香良（1939年 - 2008年）
- 堀込基明（1939年 - 1997年）
- 宮田征典（1939年 - 2006年）
- 石井晶（1939年 - 2013年）
- 遠井吾郎（1939年 - 2005年）
- 藤井栄治（1940年 - ）
- 城之内邦雄（1940年 - ）
- 足立光宏（1940年 - ）
- 大石清（1940年 - 2023年）
- 板東英二（1940年 - ）
- 王貞治（1940年 - ）
- 高木喬（1940年 - 2012年）
- 張本勲（1940年 - ）
- 一枝修平（1940年 - ）
- 伊藤竜彦（1940年 - ）
- 岡村浩二（1940年 - 2023年）
- 辻佳紀（1940年 - 1989年）
- 矢ノ浦国満（1941年 - ）
- 武上四郎（1941年 - 2002年）
- 朝井茂治（1941年 - 2010年）
- 高木守道（1941年 - 2020年）
- 渡辺秀武（1941年 - 2007年）
- 井上善夫（1941年 - 2019年）
- 末次利光（1942年 - ）
- 森本潔（1942年 - ）
- 永淵洋三（1942年 - ）
- 船田和英（1942年 - 1992年）
- 伊藤勲（1942年 - 2007年）
- 辻恭彦（1942年 - ）
- 土井正三（1942年 - 2009年）
- 渡辺泰輔（1942年 - 2023年）
- 徳久利明（1942年 - 1998年）
- 江尻亮（1943年 - ）
- 阪本敏三（1943年 - 2022年）
- 住友平（1943年 - 2023年）
- 佐々木宏一郎（1943年 - 1989年）
- 大熊忠義（1943年 - ）
- 大石弥太郎（1943年 - 2024年）
- 土井正博（1943年 - ）
- 松原誠（1944年 - ）
- 池辺巌（1944年 - ）
- 柴田勲（1944年 - ）
- 長池徳二（1944年 - ）
- 高橋善正（1944年 - ）
- 村上雅則（1944年 - ）
- 安仁屋宗八（1944年 - ）
- 尾崎行雄（1944年 - 2013年）
- 山下律夫（1944年 - 2011年）
- 菊川昭二郎（1945年 - ）
- 大杉勝男（1945年 - 1992年）
- 高橋重行（1945年 - 2010年）
- 外木場義郎（1945年 - ）
- 高田繁（1945年 - ）
- 清俊彦（1945年 - 2017年）
- 高橋一三（1946年 - 2015年）
- 池永正明（1946年 - 2022年）
- 成田文男（1946年 - 2011年）
- 基満男（1946年 - ）
- 鈴木啓示（1947年 - ）
- 藤田平（1947年 - ）
- 堀内恒夫（1948年 - ）
- 江夏豊（1948年 - ）

### 科学と技術
- 島秀雄（1901年 - 1998年）

### 探検
- 堀江謙一（1938年 - ）